# Mike Ledbetter

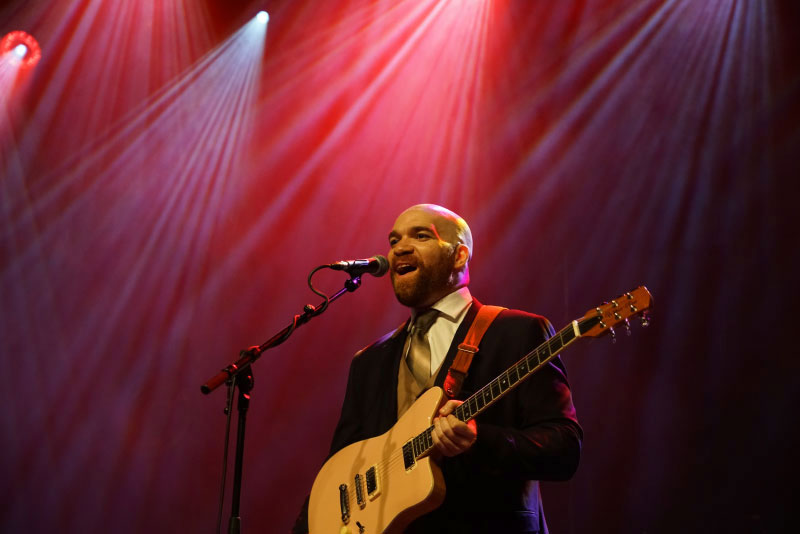
Mike Ledbetter (2018)

Mike Ledbetter (* 27. April 1985 in Elgin, Illinois, USA; † 21. Januar 2019 ebenda) war ein US-amerikanischer Bluessänger und Gitarrist.

## Biografie
Michael David Ledbetter, ein entfernter Verwandter des Blues- und Folksängers Leadbelly (Hudson „Huddie“ William Ledbetter, 1889–1949), wurde in Elgin (Illinois) geboren, wo er auch aufwuchs und die Elgin High School besuchte. Durch seinen Vater lernte er den Blues kennen, von seiner älteren Schwester die aktuelle Popmusik und von seiner Großmutter die Gospellieder, die in der Kirche gesungen wurden. In der Highschool sang er im Chor, wo seine Gesangsbegabung auffiel und gefördert wurde. Er bekam Gesangsunterricht und beschloss mit 16 Jahren, Opernsänger zu werden. In den nächsten 10 Jahren war er an etlichen regionalen Opernprojekten in Neben- und Hauptrollen beteiligt.
Da er sich nicht sicher war, ob er als Opernsänger seinen Lebensunterhalt verdienen konnte, begann er in Bluesclubs in und um Chicago zu singen. 2010 trat er der Nick Moss Band bei, mit der er sieben Jahre lang auftrat, Aufnahmen machte und durch die USA und Europa tourte.
2016 begann er mit dem Gitarristen Monster Mike Welch aufzutreten und nahm mit ihm das Album Right Place, Right Time auf, das 2017 von Delta Groove Productions veröffentlicht wurde. Für diese Album erhielten sie 2018 einen Blues Music Award in der Kategorie „Traditional Blues Album“.
Zusammen gründeten sie die Band Welch-Ledbetter Connection, die bei den Blues Music Awards 2019 als „Band des Jahres“ nominiert wurde; zugleich wurde Ledbetter (wie bereits 2018) als „Sänger des Jahres“ und in der Kategorie „B. B. King Entertainer“ nominiert (2018 war er zusätzlich auch in der Kategorie „Contemporary Blues Male Artist“ nominiert gewesen). Am 9. Mai 2019 gewann er beide Einzelpreise sowie den Preis für die „Band des Jahres“.
Mike Ledbetter starb am 21. Januar 2019 im Alter von 33 Jahren zu Hause in Elgin an den Folgen eines „plötzlichen medizinischen Notfalls“, der später als Folge einer Epilepsie bestätigt wurde.